# Lugnet (Ronneby)
Lugnet är ett bostadsområde beläget sydväst om Ronneby centrum och ringas in mellan Snäckebacken, Volontärbacken, Espedalen och Sörby. Området har exploaterats i omgångar från sekelskiftet fram till 1960-talet. Bebyggelsen har sedan kompletterats med modernare villabebyggelse allt eftersom behov av förtätning och nybyggnation har uppstått.